# Balclutha nevadensis
Balclutha nevadensis är en insektsart som beskrevs av Baker 1903. Balclutha nevadensis ingår i släktet Balclutha och familjen dvärgstritar. Inga underarter finns listade i Catalogue of Life.